# Lycomysis bispina
Lycomysis bispina är en kräftdjursart som beskrevs av Ii 1940. Lycomysis bispina ingår i släktet Lycomysis och familjen Mysidae. Inga underarter finns listade i Catalogue of Life.